# Roxita bipunctella
Roxita bipunctella là một loài bướm đêm trong họ Crambidae.